# Les Pins

Les Pins este o comună în departamentul Charente, Franța. În 1 ianuarie 2022 avea o populație de 501 de locuitori.